# ジーニアス・パーティ
『ジーニアス・パーティ』 (Genius Party) は、日本のアニメ映画。2007年7月7日に公開された。制作はSTUDIO 4℃。7人の監督による7つの短編映画がまとめられている。
本記事では2008年に上映された続編『ジーニアス・パーティ・ビヨンド』に関しても記述する。

## ジーニアス・パーティ

### セグメント
1. GENIUS PARTY （監督：福島敦子）
2. 上海大竜 （監督：河森正治）
3. デスティック・フォー （監督：木村真二）
4. ドアチャイム （監督：福山庸治）
5. LIMIT CYCLE （監督：二村秀樹）
6. 夢みるキカイ （監督：湯浅政明）
7. BABY BLUE （監督：渡辺信一郎）

### スタッフ
- 製作総指揮：田中栄子
- 製作：佐伯幸枝
- 監督：福島敦子「GENIUS PARTY」、河森正治「上海大竜」、木村真二「デスティック・フォー」、福山庸治「ドアチャイム」、二村秀樹「LIMIT CYCLE」、湯浅政明「夢みるキカイ」、渡辺信一郎「BABY BLUE」
- 音楽：井上薫「GENIUS PARTY」、中川俊郎「上海大竜」、井筒昭雄「上海大竜」、山本精一「デスティック・フォー」、combopiano「ドアチャイム」、FENNESZ「LIMIT CYCLE」、竹村ノブカズ「夢みるキカイ」、菅野よう子「BABY BLUE」
- エンディングテーマ：二千花「Genius Party」（YOSHIMOTO R and C）
- 製作：Genius Party 製作委員会
- 配給：日活

### キャスト
- 柳楽優弥
- 菊地凛子
- 山口智充
- 矢部太郎
- 栩原楽人
- 小倉久寛
- 三上博史
- 岩井七世

## ジーニアス・パーティ・ビヨンド
『ジーニアス・パーティ・ビヨンド』（Genius Party Beyond）は、日本のアニメ映画。2008年10月11日に公開された。制作はSTUDIO 4℃。5人の監督による5つの短編映画がまとめられている。ジーニアス・パーティの第2作目。
当初の監督陣は「ニコラ・ド・クレシー」「ヒロ・ヤマガタ」「平松禎史」の名前が上がっており、前田真宏の名は上がっていなかった。
田中達之監督作品のEXODUS（2005年 - Utada）#12-Wonder's Bout-では陶人キットのテストとして取り組まれている節がある。

### スタッフ（ビヨンド）
1 GALA
- 監督・絵コンテ・キャラクターデザイン・原画：前田真宏
- 作画監督：前田真宏・窪岡俊之
- 美術監督：竹田悠介
- CGI監督：久保公人
- 音楽：伊福部昭『ピアノと管絃楽のためのリトミカ・オスティナータ』

2 MOONDRIVE
- 監督・絵コンテ・キャラクターデザイン・原画：中澤一登
- 作画監督：中澤一登
- 美術監督：西田稔
- CGI監督：廣田裕介
- 音楽：Warsaw Village Band

3 わんわ
- 監督・絵コンテ・キャラクターデザイン・作画監督・原画：大平晋也
- 美術監督：野崎佳津
- CGI監督：鷲田知子
- 音楽：野崎美波

4 陶人キット
- 監督・絵コンテ・キャラクターデザイン・作画監督・原画・美術：田中達之
- CGI監督：石田貴史

5 次元爆弾
- 監督・絵コンテ・作画監督・キャラクターデザイン・原画：森本晃司
- 美術監督：新林希文
- CGI監督：草木孝幸
- 音楽：Juno Reactor (ジュノ・リアクター)

### キャスト（ビヨンド）
GALA
- コオニ：高乃麗
- ハゴロモ：中村千絵
- ハナサカ・ヤマネコ：江戸家小猫

MOONDRIVE
- ジーコ：古田新太
- ペケペケ：高田聖子
- ユキ：中谷さとみ
- ミッチー：高山晃

わんわ
- 男の子：鈴木晶子
- 犬：水原薫
- 赤鬼・お父さん：一条和矢
- お母さん：堀越知恵

陶人キット
- 島田：佐野史郎
- 女：水原薫

次元爆弾
- クウ：菅野よう子
- シン：小林顕作

### エンディングテーマ
「ゼロ」
作詞・作曲・編曲：田村歩美／歌手：たむらぱん（Robin WORKS）